# Someone's Watching Me!
Someone's Watching Me! (în traducere Cineva mă urmărește!)  este un film american TV de groază din 1978 regizat de John Carpenter. Rolurile principale au fost interpretate de actorii Lauren Hutton și David Birney. Titlul de lucru a fost High Rise.

## Prezentare
Leigh Michaels este o tânără și foarte activă regizoare TV, care se mută la Los Angeles, unde își cumpără un apartament într-o clădire mare și obține un loc de muncă la televiziunea locală. Cu toate acestea, în timp, ea începe să înnebunească lent, după ce un bărbat din clădirea înaltă de vizavi îi urmărește îndeaproape viața de la fereastra lui. Poliția nu ia în serios plângerile și cererile ei de ajutor. Apoi fata hotărăște să se ducă în clădirea de vizavi și să-și rezolve singură lucrurile.

## Distribuție
- Lauren Hutton - Leigh Michaels
- David Birney - Paul Winkless
- Adrienne Barbeau - Sophie
- Charles Cyphers - Gary Hunt
- Grainger Hines - Steve
- Len Lesser - Burly Man
- John Mahon - Frimsin
- James Murtaugh - Leone
- J. Jay Saunders - Police Inspector
- Michael Lawrence - TV Announcer
- George Skaff - Herbert Stiles
- Robert Phalen - Wayne
- Robert Snively - Groves
- Jean Le Bouvier - Waitress
- James McAlpine - Slick Man
- Edgar Justice - Charlie
- John J. Fox - Eddie (ca John Fox)